# George Zamka
George David Zamka (Jersey City, 29 juni 1962) is een voormalig Amerikaans ruimtevaarder. Zamka zijn eerste ruimtevlucht was STS-120 met de spaceshuttle Discovery en vond plaats op 23 oktober 2007. Tijdens de missie werd de ISS-module Harmony, voorheen bekend als Node 2, naar het internationale ruimtestation ISS gebracht.
Zamka maakte deel uit van NASA Astronautengroep 17. Deze groep van 32 ruimtevaarders begon hun training in 1998 en had als bijnaam The Penguins. 
In totaal heeft Zamka twee ruimtevluchten op zijn naam staan. In 2011 verliet hij NASA en ging hij als astronaut met pensioen. Sinds 2014 werkt Zamka voor Bigelow Aerospace.